# Брезово (Севниця)
Брезово (словен. Brezovo) — поселення в общині Севниця, Споднєпосавський регіон, Словенія. Висота над рівнем моря: 277,4 м.